# Laphria carbonaria
Laphria carbonaria är en tvåvingeart som beskrevs av Snow 1896. Laphria carbonaria ingår i släktet Laphria och familjen rovflugor.
Artens utbredningsområde är Kalifornien. Inga underarter finns listade i Catalogue of Life.